# Ражнатович, Желько
Же́лько Ражна́тович (серб. Жељко Ражнатовић / Željko Ražnatović; 17 апреля 1952, Брежице, Социалистическая Республика Словения, СФРЮ — 15 января 2000, Белград, Сербия, СРЮ), также известен под прозвищем А́ркан (серб. Аркан / Arkan) — сербский военный и политический деятель, криминальный авторитет, предприниматель. В 1970-е и 1980-е годы он считался одним из наиболее разыскиваемых Интерполом преступников по обвинению в убийствах и грабежах в разных странах Европы. В 1991—1995 годах — участник Югославских войн, командовал Сербской добровольческой гвардией в боях против вооружённых сил Хорватии, Армии Республики Босния и Герцеговина и иных хорватских и боснийских военизированных организаций.

## Детство и юность
Желько Ражнатович родился 17 апреля 1952 года в городе Брежице, центре одноимённой общины в Словенской Штирии, Социалистической Республике Словения (ныне Республика Словения). Мать — Славка Йосифович. Отец — Велько Ражнатович, полковник военно-воздушных сил Югославии, который служил в то время в Словении. Велько был уроженцем черногорского Цетине, откуда и была родом семья Ражнатовичей, участвовал в Народно-освободительной войне Югославии и сражался за город Приштина; кавалер нескольких югославских военных орденов.
Желько провёл своё детство в хорватском городе Загреб и сербском городе Панчево, прежде чем семья окончательно осела в Белграде. Он называл Белград своим родным городом, поскольку вырос именно там. У него были три сестры Миряна, Ясна и Биляна. Отец воспитывал Желько в строгости, иногда даже применял физические наказания. В 1991 году Желько сказал, что отец мог его выпороть, но никогда не избивал. В детстве Желько мечтал стать лётчиком, как его отец. Отношения в семье были достаточно прохладными: ещё когда Желько был подростком, его родители развелись.
В возрасте 9 лет Желько впервые сбежал из дома, разругавшись с отцом, и уехал из Белграда в Дубровник на поезде. Только спустя полтора месяца семья нашла Желько: это случилось благодаря открытке, которую он отправил сестре. Тогда же Желько начал заниматься карманным воровством, крадя вещи из кошельков: жертвами краж становились женщины, гулявшие в парке Ташмайдан. В 1966 году Желько был арестован югославской милицией по обвинению в кражах. Его отправили в исправительное учреждение для несовершеннолетних, находившееся недалеко от Белграда. Велько забрал сына и отправил в черногорский город Котор, рассчитывая, что Желько будет служить на флоте и сможет избавиться от своих привычек, но тот в возрасте 15 лет сбежал от отца и попал в Париж. В 1969 году его снова поймали на краже, на этот раз французские полицейские, и выдворили в Югославию. Югославский суд приговорил Желько к трём годам пребывания в исправительном центре в Валево за ограбления. За время пребывания в тюрьме Желько создал свою банду.
В юности Ражнатович очень дружил с одним из коллег своего отца, Стане Доланцом, министром внутренних дел Югославии, который был в свою очередь хорошо знаком с президентом Югославии Иосипом Брозом Тито. Каждый раз, когда у Желько появлялись проблемы, Доланц готов был в обмен на помощь для югославских спецслужб (УДБА) добиться прекращения уголовного преследования Желько (в 1981 году тот сбежал из тюрьмы в Лугано). Доланцу приписывают утверждение, что Желько Ражнатович был полезнее всех сотрудников УДБА вместе взятых.

## Криминальная деятельность

### Западная Европа
В 1972 году Ражнатович уехал в Западную Европу, где встретился со многими представителями югославского криминального мира. Среди них выделялись Любомир Магаш (Люба Земунский), Ранко Рубежич, Джордже «Гишка» Божович, Горан Вукович и другие, причём все они в разное время сотрудничали с югославскими спецслужбами и все потом были убиты. Тогда же Ражнатович взял псевдоним «Аркан»: по одной из версий, Ражнатович взял псевдоним как сокращение от имени героя одного приключенческого фильма, которого называл Аркоманд (возможно, искажённое английское «Air Command»).
28 декабря 1973 года Ражнатович был арестован в Бельгии за ограбление банка и был приговорён судом к 10 годам лишения свободы. 4 июля 1979 года он бежал из тюрьмы города Вервье и в течение нескольких следующих месяцев совершил как минимум два разбойных нападения в Швеции и три в Нидерландах. 24 октября 1979 года суд Нидерландов приговорил Ражнатовича к 7 годам тюрьмы, отправив его в тюрьму в Амстердаме, однако 8 мая 1981 года он, пользуясь брошенным кем-то из охранников оружием, сбежал из тюрьмы. В течение следующего месяца по ФРГ прокатилась волна ограблений, совершённых Ражнатовичем. 5 июня 1981 года его арестовали при попытке ограбить ювелирный салон, в результате завязавшейся перестрелки Аркан был ранен. Его отправили в тюремный госпиталь, однако из-за слабой охраны его снова не удержали: 9 июня Желько выпрыгнул из окна, избил охранника, забрал свою одежду и сбежал.
15 февраля 1983 года в последний раз Ражнатович был арестован полицией: это произошло в Базеле при проверке водительского удостоверения. 27 апреля он сбежал из тюрьмы города Торберг: он натянул несколько шерстяных джемперов, чтобы не пораниться о колючую проволоку, после чего сумел выбраться с четвёртого этажа и перелезть через шестиметровый забор. Его привлекали к суду в Бельгии (ограбления банков, побег из тюрьмы), Нидерландах (разбойные нападения, побег из тюрьмы), Швеции (20 мелких краж, 7 ограблений банков, побег из тюрьмы и покушение на убийство), ФРГ (разбойные нападения, побег из тюрьмы), Австрии, Швейцарии (разбойные нападения, побег из тюрьмы) и Италии.
Несмотря на своё криминальное прошлое, Аркан заслужил неоднозначное отношение в Европе: официально он входил в десятку самых опасных преступников, разыскиваемых Интерполом, однако при этом даже пользовался популярностью у некоторых жителей. По распространённой легенде, Аркан стал известен под прозвищем «грабитель с розой», поскольку продавщицам ограбленных магазинов в качестве некоей компенсации он дарил розы. Аркан свободно владел английским, французским и итальянским, а также мог изъясняться на немецком, нидерландском, шведском и греческом.

### Вопрос о сотрудничестве с УДБА
В Западной Европе считали, что Аркана во всех случаях освободили из тюрьмы не без вмешательства югославских спецслужб (УДБА), но сам Аркан отрицал факт сотрудничества с УДБА и заявлял, что тогда был далёк от политики.

Я никогда не работал на ГосБезопасность. Я повторяю — никогда! Я никогда не убивал людей для Тито, ни для кого-либо ещё. Я всегда слушал только себя и быть «чьим-то» человеком просто не умею. Если бы вы знали мою жизнь так, как её знаю я, вы ни минуты не сомневались бы в том, что я говорю правду.

Тем не менее, хорватская и албанская политическая эмиграции обвиняли Ражнатовича в целенаправленной ликвидации сторонников выхода Хорватии или Косово из состава Югославии, которая совершалась не без вмешательства югославских спецслужб. Среди подобных инцидентов выделяются следующие:
- 21 декабря 1973 года в амстердамском кафе «Мостар» был убит его владелец Слободан Митрич, известный под прозвищем «Боб-Каратист». Митрич был одним из членов мафии в Западной Европе, связанным с усташской политической эмиграцией и при этом болевшим за загребское «Динамо». Трое неизвестных застрелили Митрича, а один из них приколол на тело «Каратиста» значок клуба «Црвена Звезда». Считается, что к убийству был причастен Желько Ражнатович[16].
- 17 января 1982 года в Унтергруппенбахе (земля Баден-Вюртемберг) трое граждан ФРГ албанского происхождения (братья Юсуф и Бардош Гервалла и Кадри Зека) были расстреляны в автомобиле BMW 316 и скончались от ранений, нанесённых двенадцатью пулями, выпущенными из пистолета калибра 7,65 мм. Юсуф Гервалла был поэтом и деятелем подпольного Народного движения за освобождение Косова, а также был знаком с будущими основателями Армии освобождения Косово. Вследствие этого в причастности к убийству обвинили УДБА[17][18][19][20] и поспешили назвать Желько Ражнатовича как одного из исполнителей. Распространена версия, что все трое были убиты не столько по политическим мотивам, сколько за связь с героиновой мафией.
- Ещё несколько деятелей движения косовских сепаратистов были убиты при подозрительных обстоятельствах во Франкфурте-на-Майне: по городской легенде, это сделал Ражнатович, который взобрался на крышу жилого дома и в течение четырёх суток поджидал своих жертв.

### Возвращение в Югославию
В мае 1983 года Ражнатович вернулся в Югославию и занялся нелегальным бизнесом уже на своей родине. В ноябре того же года банда ограбила банк в Загребе, причём у кассового аппарата обнаружили розу — отличительный признак ограблений, совершаемых Арканом в европейских странах. Двое сотрудников 10-го отдела Министерства внутренних дел Югославии в гражданской форме прибыли в дом матери Ражнатовича (она проживала на улице 27 Марта). Сам Ражнатович не был дома, поэтому его мать позвонила ему и сказала, что двое неизвестных ждут его. Ражнатович прибыл в дом с револьвером, и завязалась перестрелка: Аркан ранил обоих сотрудников, однако был арестован. Через двое суток его неожиданно отпустили, и по Белграду прокатились слухи, что за Ражнатовича заступилась УДБА. По городской легенде, на одном из допросов присутствовал отец Ражнатовича Велько и сам же проговорился о сотрудничестве сына со спецслужбами, крикнув сыну: «Желько, ну скажи им, сколько ты сделал ради Югославии!».
Желько женился на девушке по имени Наталья Мартинович, но связи с криминальным миром не утратил. Для легализации своей деятельности он вместе с Жикой Живацем и Тапи Малешевичем открыл дискотеку «Amadeus» в районе Ташмайдан. Этот клуб тоже оказался «под колпаком» УДБА: в обмен на сотрудничество со спецслужбами хозяева клуба избегали уголовной ответственности.
Аркан стал известен в Белграде благодаря розовому автомобилю марки «Cadillac», который он водил. По всей стране он стал открывать подпольные казино, где играли преимущественно в рулетку и покер — от Белграда и Панчево до Свети-Стефана и Порторожа. В городе Бечичи в квартире по улице Иво Лолы Рибара произошёл вскоре ещё один инцидент: на лестничной клетке Аркан поругался с владельцем квартиры, которую он снимал для организации подпольного казино, и затеял драку, сломав хозяину руку. На этот раз Желько предстал перед судом за нанесение телесных повреждений, но на суде предъявил документы, по которым он числился сотрудником МВД. Прокурор выразил сомнение в подлинности документов, и Аркан предъявил документы об ипотечном кредите на дом по улице Богдана Лютицы, который ему предоставила Федеральная служба государственной безопасности. В итоге суд приговорил Аркана к шести месяцам тюрьмы, наказание тот отбыл в центральной тюрьме Белграда.

## Югославские войны

### Начало
К тому моменту, когда в 1990 году в Социалистической Республике Хорватии прошли первые свободные выборы, Ражнатович стал главой фанатского футбольного движения «Delije» — ультрас клуба «Црвена Звезда». 13 мая 1990 года на матче против загребского «Динамо» прокатилась волна беспорядков, ставшая известной как «Загребское побоище». Группа Ражнатовича численностью 1500 человек устроила массовую драку с группировкой ультрас «Bad Blue Boys» загребской команды.
11 октября политическая ситуация по всей стране ухудшилась, и группа ультрас «Delije» образовала военизированную группировку под названием «Сербская добровольческая гвардия» (СДГ). Туда вошли Ражнатович, ставший командиром СДГ, и несколько его друзей. В конце месяца Ражнатович прибыл в город Книн для встречи с представителями Республики Сербская Краина, которые не признавали хорватскую власть на своей территории. 29 ноября 1990 года хорватская полиция арестовала Ражнатовича на границе между Хорватией и Боснией при попытке пересечь Двор-на-Уни. Вместе с Ражнатовичем были задержаны местный житель Душан Царич и белградцы Душан Бандич и Зоран Стеванович. Ражнатовича отправили в Сисак, где предъявили обвинения в незаконном пересечении границы. Ражнатович был приговорён к 20 месяцам ареста, но уже через примерно 5 месяцев, 14 июня 1991 года был освобождён из загребской тюрьмы Реметинец. По некоторым данным, правительство Сербии внесло залог в 1 миллион немецких марок за освобождение Ражнатовича. Также ходят слухи, что Ражнатович перед своей экстрадицией в Сербию угнал личный автомобиль Франьо Туджмана марки BMW с заднего двора его резиденции.

### Ход боевых действий
Сербская добровольческая гвардия, известная как «Тигры Аркана», поддерживала все сербские военизированные части, в том числе вооружённые силы Республики Сербская Краина и Республики Сербской. Штабом служила бывшая военная база в Эрдуте. Ядро гвардии составляли 200 человек, имевших опыт службы в армии; численность всей гвардии не превышала 500 или 1000 человек, однако очевидцы под влиянием страха раздували её численность до невиданных цифр. Всего в разное время в её рядах служило около 10 тысяч человек.
Своим любимым огнестрельным оружием Желько Ражнатович нередко называл пистолет-пулемёт HK MP5, с которым был запечатлён на многих фотографиях, нося форму Республики Сербской.
Одним из командиров гвардии наравне с Ражнатовичем был Милорад Улемек, который служил во французском Иностранном легионе. «Тигры Аркана» получали оружие от сербской полиции либо же добывали в бою в качестве трофеев.
Сербская добровольческая гвардия участвовала в боевых действиях с 1991 по 1995 год: во время войны в Хорватии она действовала в районе Вуковара, а с апреля 1992 года постоянно перемещалась между фронтами Боснийской войны, воюя то против войск Хорватии, то против войск Республики Босния и Герцеговина. В Хорватии отряд Аркана действовал на территории Восточной Славонии, Бараньи и Западного Срема (Республика Сербская Краина), помогая лидеру местных сербов Милану Мартичу, а также в северной Далмации. В Боснии его отряд участвовал в боях за города Биелина, Зворник и Брчко, успешно их взяв. В конце войны Сербская добровольческая гвардия вела бои за Баню-Луку, Сански-Мост и Приедор. В октябре 1995 года Ражнатович ушёл из Сански-Моста, когда боснийские войска взяли город.
Ражнатович лично руководил многими операциями своего отряда и наградил многих офицеров и солдат повышением звания, различными медалями и даже трофейным оружием. Несколько молодых солдат получили благодарность от Аркана за участие в сражениях за Копачки-Рит и Биело-Брдо, а сам Ражнатович был награждён высшей наградой Республики Сербской — Звездой Карагеоргия, вручённой ему президентом Радованом Караджичем. 24 квартиры были приобретены Арканом и подарены бойцам СДГ, которые стали инвалидами боевых действий во время югославских войн.
Аркан отправил одного из своих подчинённых Радована Станишича в Италию для встречи с мафиозным боссом Франческо Скьявоне из Каморры (клан Казалези). По сообщениям журналиста Роберто Савиано, Скьявоне в обход международных санкций отправил в Югославию большой объём гуманитарной помощи в виде финансовых средств, а также помог передать Сербской добровольческой гвардии большое количество оружия, не позволив вмешаться албанской мафии. В обмен на это Каморра приобрела несколько компаний и магазинов в Союзной Республике Югославия по сниженным ценам.

## После войны

### Политика
В послевоенные годы Ражнатович обрёл неслыханную популярность на Балканах: для сербов (в том числе и националистов) он стал национальным героем как участник боевых действий, однако обрёл большое число врагов.
Аркан часто бывал в культовом месте встреч местной спортивной элиты — кафе «Мадери».
В 1992 году Ражнатович был избран делегатом Народной скупщины Сербии от Приштины, а в октябре 1993 года основал Партию сербского единства, которая участвовала в выборах в декабре 1993 года, но потерпела неудачу. После завершения боевых действий и подписания Дейтонских соглашений он окончательно отошёл от военного дела и занялся спортом и бизнесом. В апреле 1996 года Сербская добровольческая гвардия была распущена, однако Ражнатович предупредил, что созовёт всех её ветеранов в случае очередного вооружённого конфликта.
В 1995 году газета «Вечерние новости» опубликовала статью, в которой Аркан раскритиковал Воислава Шешеля, заявив, что его четницкие военизированные формирования не только не освободили ни одной деревни от хорватских частей, но и своими действиями подорвали авторитет Югославии в мире.

### Спорт
Желько Ражнатович поступил в Высшую тренерскую школу и защитил диплом по теме «Подготовка игрока к матчу». В июне 1996 года он купил белградский футбольный клуб «Обилич» из Второго дивизиона Югославии, и спустя два года тот выиграл чемпионат Югославии в сезоне 1997/1998 годов. Болельщики клуба были горды тем, что финансовые вложения Аркана, который занимал пост президента команды, полностью сработали. Противники Аркана утверждали, что Ражнатович угрожал игрокам других команд расправой, если те попытаются обыграть «Обилич», и даже избивал своих же игроков за плохую игру (некий игрок в интервью FourFourTwo заявил, что Ражнатович в наказание даже запер его однажды в гараже). Франклин Фоэр в книге «Как футбол объясняет мир: Маловероятная теория глобализации» привёл достаточно много свидетельств подобного. Но в 2006 году тренер клуба Драгослав Шекуларац в интервью заявил, что все слухи об угрозах Ражнатовича игрокам как своей команды, так и чужих, являются ложью.
«Обилич» формально добился выступления в европейской Лиге чемпионов, но это привело к скандалу: УЕФА решил дисквалифицировать команду на том основании, что Аркан всё ещё разыскивался Интерполом. Чтобы избежать преследований, Ражнатович покинул пост президента клуба, назначив на этот пост свою жену Светлану Ражнатович: 25 июля 1998 года она стала президентом «Обилича» и оставалась им до 2001 года, сохранив затем права на клуб. Только после этого клуб был допущен к розыгрышу. В 2011 Светлана была подвергнута уголовному преследованию. «Обилич» на 2014 год выступал в 7-й сербской лиге.
Помимо футбола, Ражнатович увлекался кикбоксингом и возглавлял Югославскую ассоциацию кикбоксинга, а также получал средства на развитие спорта от британского нефтяного магната Иана Тэйлора.

### Обвинения в военных преступлениях
23 сентября 1997 года (по данным судьи Ричарда Мэя — 30 сентября) прокурором Международного трибунала по бывшей Югославии Луизой Арбор против Желько Ражнатовича «Аркана» было открыто уголовное дело по обвинению в совершении военных преступлений. Ражнатовичу выдвинули обвинения в многочисленных преступлениях против мусульманского гражданского населения, преступлениях против человечества и многочисленных нарушениях Женевской конвенции по обращению с военнопленными. Только 31 марта 1999 года прокурор Луиза Арбор рассекретила обвинительное заключение, поскольку возникли предположения, что «Аркан» может участвовать в Косовской войне.
Желько Ражнатович как тогдашний командир СДГ обвинялся в совершении преступлений в сентябре 1995 года в населённых пунктах Сански-Мост, Трново (Босния и Герцеговина) и их окрестностях (в отношении него применялся принцип командной ответственности). Обвинение в отношении бывшего командира СДГ содержало 24 пункта, среди которых выделялись следующие эпизоды:
- Насильственное удерживание приблизительно тридцати несербских мужчин и одной женщины без еды или воды в плохо проветриваемой котельной гостиницы «Санус», размерами около пяти квадратных метров, предположительно с 18 по 21 сентября 1995 года.
- Перевозка двенадцати несербских мужчин из Сански-Моста в изолированное место в селе Трнове, где одиннадцать из них были застрелены, а двенадцатый был критически ранен, предположительно 20 сентября 1995 года.
- Изнасилование боснийской женщины в автобусе за гостиницей «Санус» в Сански-Мосте предположительно 21 сентября 1995 года.
- Перевозка приблизительно шестидесяти семи несербских мужчин и одной женщины из населённых пунктов Сански-Мост, Шеховци и Побриеже в изолированное место в селе Сасина, где шестьдесят пять из них были застрелены, а двое — критически ранены, предположительно 21 сентября 1995 года.

За неделю до начала бомбардировок НАТО после провала переговоров в замке Рамбуйе Ражнатович появился в белградском отеле Хайят и обратился к иностранным журналистам, которые там находились, с требованием немедленно покинуть Сербию. Когда уже начались бомбардировки НАТО, Ражнатович дал серию интервью западным репортёрам и официально объявил, что не признаёт себя виновным ни по одному пункту обвинений МТБЮ и что в убийстве гражданских лиц и массовом бегстве людей из их домов виноваты только силы НАТО. Также он объяснил, что его войска могли бы вступить в боевые действия исключительно в случае вторжения сухопутных войск НАТО.
После авианалёта на Белград 7 мая 1999 года, закончившегося разрушением посольства Китая (погибли три журналиста), между США и Китаем разразился скандал. Британская газета Observer и датская Politiken заявили, что здание было обстреляно умышленно, поскольку рабочий кабинет китайского военного атташе якобы использовался Ражнатовичем для связи с его подчинёнными в Косово, однако эта версия не подтвердилась. После крушения бомбардировщика F-117A Аркан забрал один из осколков самолёта в качестве трофея и показал его иностранным журналистам.

## Смерть

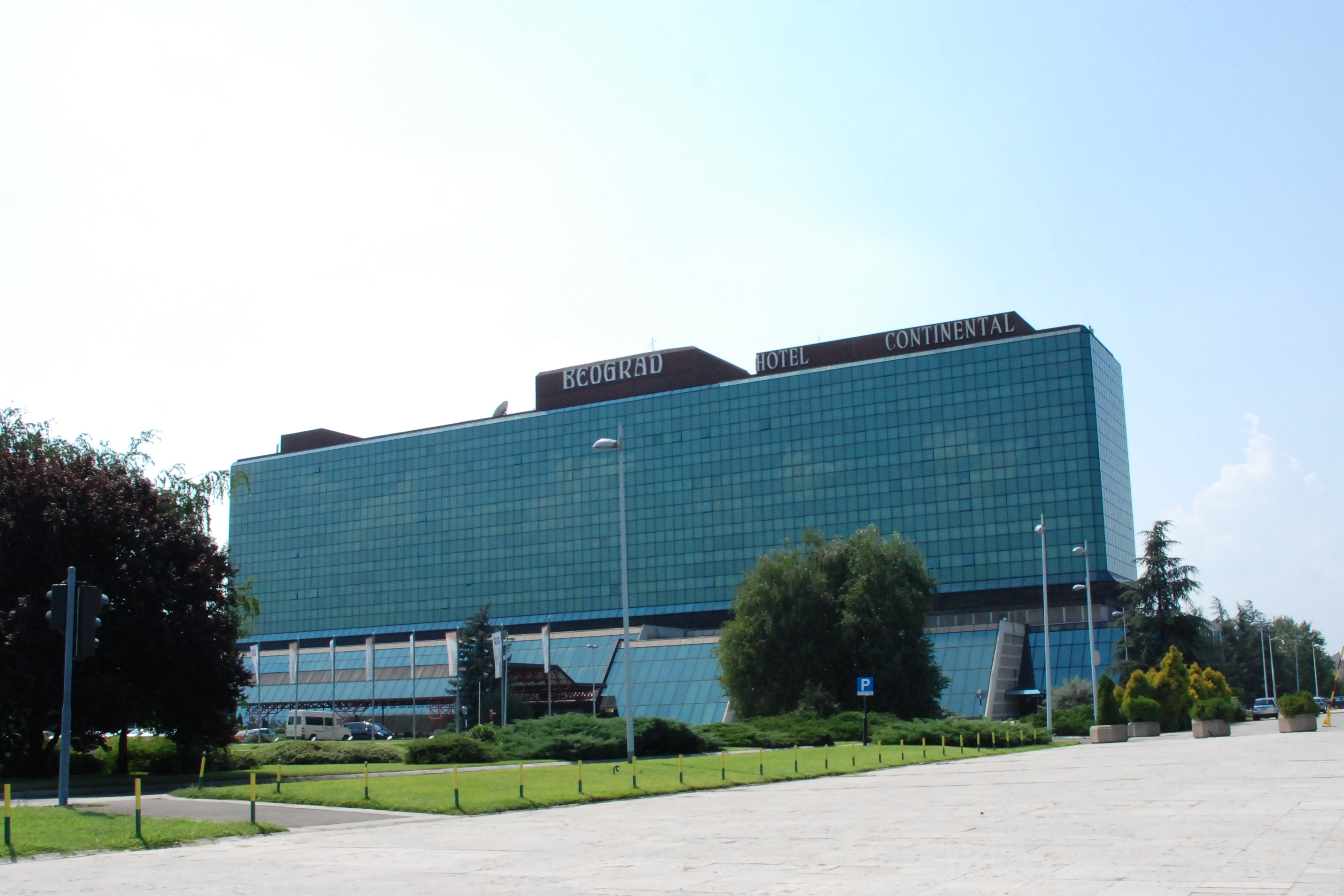
Отель Continental в Белграде

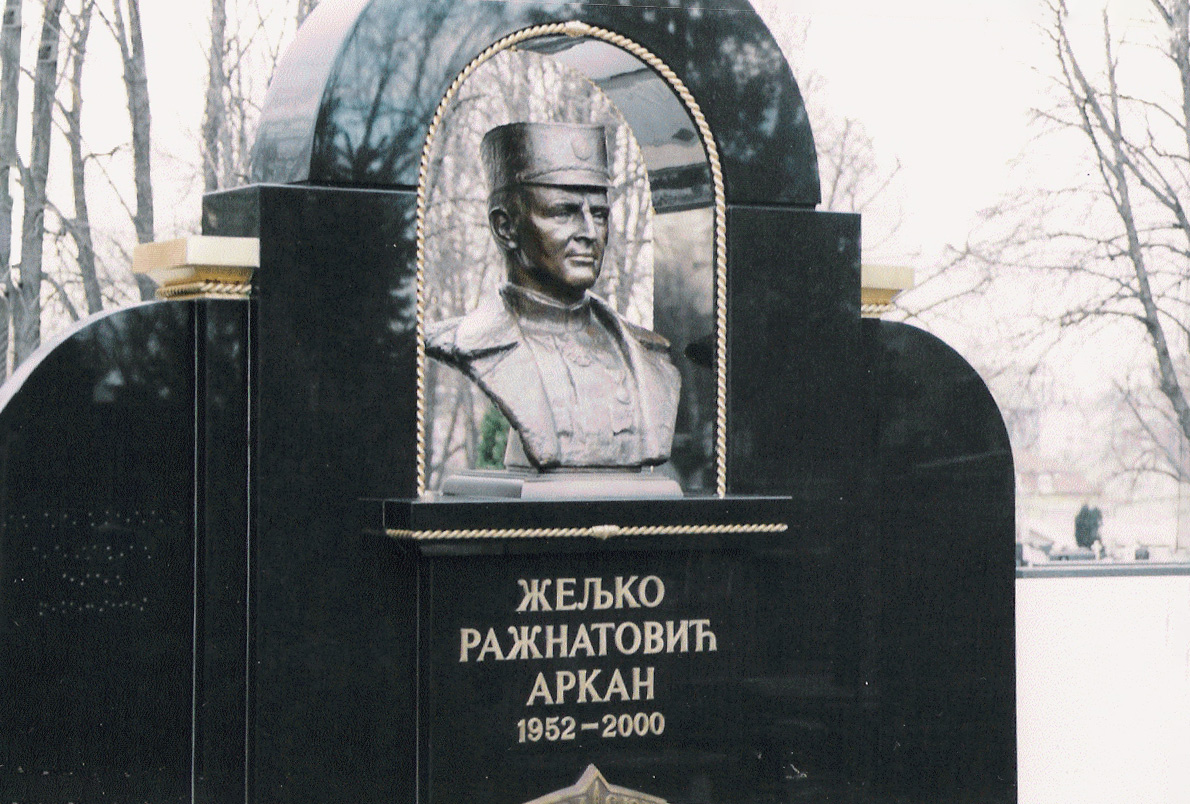
Могила Ражнатовича

Согласно информации BBC Radio, 15 января 2000 года в лобби белградского отеля Continental Желько Ражнатович общался со своими двумя друзьями Миленко Мандичем, бизнесменом, и Драганом Гаричем, инспектором полиции. 23-летний сотрудник полиции Добросав Гаврич находился в том же лобби недалеко от Ражнатовича: Гаврич, хорошо знакомый с криминальным подпольем Белграда, формально в это время был на больничном. В 17:05 по Гринвичу Гаврич встал и выхватил пистолет CZ 99, после чего расстрелял всех троих соседей. Мандич и Гарич были убиты на месте, а Ражнатович получил три ранения: в рот, висок и левый глаз, после которых впал в кому. В результате перестрелки была ранена ещё одна свидетельница. Гаврич получил ранение в спину после выстрела телохранителя Аркана, Звонко Матеовича. Матеович отнёс Ражнатовича в машину и помчался в госпиталь, однако не успел. Ещё один телохранитель Момчило Мандич также погиб, пытаясь защитить Аркана. По словам жены Ражнатовича, Светланы, Аркан умер у неё на руках.
19 января 2000 года прошла церемония прощания с Желько Ражнатовичем. На прощании присутствовали писатель Бранислав Црнчевич, Александар Вулин, певцы Оливер Мандич, Тони Монтано, Зоран Калезич, директор и весь основной состав футбольного клуба «Обилич». 20 января Аркан был похоронен на Новом кладбище Белграда с воинскими почестями, на похоронах присутствовали 2000 человек.

### Суд
Добросав Гаврич предстал перед судом в 2002 году за убийство и получил 19 лет лишения свободы. Его сообщники получили от 3 до 15 лет. Была подана жалоба в Верховный суд из-за недостатка доказательств и нарушений при проведении судебного следствия и приговор был отменён из-за отсутствия доказательств, а Гаврич был отпущен из-под стражи. 9 октября 2006 года суд снова рассмотрел дело Гаврича и ужесточил приговор, увеличив срок заключения Гаврича до 30 лет. Такой же приговор был вынесен Милану Джуричичу и Драгану Николичу, сообщникам Гаврича. Однако установить, кто был заказчиком убийства Ражнатовича, суд не смог.
После освобождения в 2006 году Гаврич покинул Сербию, получил паспорт Боснии и Герцеговины на имя Саши Ковачевича, и через Хорватию, Италию и Кубу выехал в Эквадор, где находился почти год. В 2007 году Гаврич переехал в ЮАР. 21 марта 2011 года в Кейптауне Гаврич вёз местного криминального авторитета Кирилла Бека и подвергся нападению стрелка на мотоцикле. В результате нападения Бека погиб, а Гаврич был ранен. Полиция установила настоящую личность Гаврича и 27 декабря 2011 года он был заключен под стражу. Власти Сербии затребовали экстрадицию Гаврича, в ответ на что он запросил убежище в ЮАР, но в 2018 году получил отказ. По состоянию на февраль 2021 года Гаврич всё ещё остаётся под стражей в ЮАР. 

### Версии убийства
О том, кто был заказчиком убийства Ражнатовича, до сих пор ведутся споры. По версии американского радио NPR, заказчиками были люди Слободана Милошевича, которые расценивали Аркана как противника режиму Милошевича.
Несмотря на это, до сих пор ходят слухи, что Ражнатович выжил после покушения или даже вовсе инсценировал свою смерть. Зимой 2007/2008 годов СМИ Греции и Нидерландов сообщили, что Аркан выжил и скрывается в Амстердаме, где его разыскивает Интерпол. В поддержку этой версии выступает писатель Йоб Хансен, автор книги о сербской мафии. В 2016 году интернет обошли фотографии 40-летнего Дарко Малиша из боснийского города Фоча, который оказался двойником Желько Ражнатовича: Малиш был запечатлён на могиле Ражнатовича, что породило новую волну слухов об инсценировке смерти Ражнатовича. Как рассказал сам Малиш, хорватские таможенники чуть не выдворили его из Хорватии из-за сходства с Арканом, которого, по его словам, они сами боялись.

## Личная жизнь

### Семья
Первой женой Желько стала Наталья Мартинович, преподавательница испанского языка. Желько прожил с ней до декабря 1994 года, после чего развёлся. В браке родились четверо детей, однако они все, кроме сына Воина, носят фамилию Мартинович. В 1993 году Ражнатович стал встречаться с сербской певицей Светланой Величкович, известной под псевдонимом «Цеца». 19 февраля 1995 года они поженились в отеле «Интерконтиненталь», который Ражнатович арендовал целиком. Свадьбу показал телеканал Pink: на самой свадьбе Ражнатович предстал в униформе сербского солдата Первой мировой войны и черногорском народном костюме. Венчание проходило в кафедральном соборе. Ражнатович не расставался с женой до самой смерти и умер у неё на руках. Всего у Желько Ражнатовича есть девять детей от пяти разных женщин (трое из них были внебрачными, но Желько стал для них приёмным отцом).
- Михайло Ражнатович родился в 1975 году в Гётеборге. Мать — шведка. В 1992 году переехал в Сербию. На фотографиях был запечатлён в униформе Сербской добровольческой гвардии: шведский таблоид Expressen на основании этих фотографий сенсационно заявил, что Михайло участвовал в боях в Книне и Сребренице[54]. С 2000 по 2009 год Михайло играл за хоккейный клуб «Црвена звезда», с 2002 по 2004 год выступал за национальную сборную Сербии и Черногории[55]. Он владел суши-рестораном Iki Bar и встречался с македонской певицей Каролиной Гочевой[56]. В 2013 году выяснилось, что 8 лет тому назад Михайло задолжал банку Komercijalna banka кредит в размере 1,1 миллиона сербских динаров, однако не выплатил до августа все платежи и был через два года привлечён к суду. В июне 2010 года его обязали выплатить сумму в три раза большую[57], а в 2013 году объём выплат сократили до 2,9 млн динаров[58].
- Внебрачная дочь София родилась в 1979 году в Брюсселе, её мать — социальный работник. София увидела отца впервые по телевизору в 1991 году, а через три года он узнал, что София является его дочерью. В 2017 году София приехала в Белград, посетив могилу отца: она пообщалась со вдовой Аркана Светланой Ражнатович и своими единокровными братом Велько и сестрой Анастасией[59].
- Ещё одна внебрачная дочь Анджела родилась в 1980 году в Амстердаме, её матерью является актриса Лилияна Миятович. Свою дочь Желько увидел спустя три или четыре месяца после её рождения, уже когда он вернулся в Черногорию. По словам Желько, его дочь была достаточно скромной. Она встречалась с Кристияном Голубовичем, однако рассталась с ним: Голубович сидел в греческой тюрьме. От брака с Борисом Стевановичем, служившим в Подразделении по специальным операциям и позднее попавшим в тюрьму за тройное убийство, у неё есть сын Вукашин и дочь Милица. Отношения самого Голубовича с Ражнатовичем были далек от идеальных: тот в своё время отказался вступать в Сербскую добровольческую гвардию, а также отказался выполнять заказ Ражнатовича на убийство Воислава Шешеля[60].
- От первого брака у Желько есть сыновья Воин и Никола, а также дочери Милена и Маша. Трое из них носят фамилию матери. В июне 1994 года вся семья Мартиновичей переехала в Афины, где Желько приобрёл для Натальи и детей квартиру в районе Глифада. Наталья попыталась оспорить завещание Желько после его смерти[61][62] и начала судебные тяжбы со Светланой Ражнатович. Она пыталась получить по суду виллу на улице Богдана Лютицы, где проживали Желько и Цеца, объяснив, что дом был построен на кредит, взятый в банке в 1985 году Желько и Натальей[63]. Однако Мартиновичи проиграли суд: письменное согласие Натальи в 1994 году об отказе от прав на дальнейший раздел имущества не могло быть признано недействительным[64]. В 2012 году Воин Ражнатович, старший сын Желько, заявил, что завещание отца было сфальсифицировано Цецой, и потребовал вернуть ему виллу[65], однако коллега Ражнатовича Борислав Пелевич заявил, что вилла не была упомянута в завещании Желько, поскольку тот уже оформил её на Цецу[66].
- Дети Желько Ражнатовича от брака со Светланой — Велько и Анастасия.
  - Анастасия[англ.] (род. 25 мая 1998) — певица, модель и блогер[67][68]; в 2018 году пошла по стопам матери и записала свою первую песню «Savršen par»[69]. Замужем за футболистом Неманьей Гуделем.
  - Велько (род. 10 декабря 1996) — боксёр-профессионал. Дебютировал 10 марта 2018 года в бою против болгарина Кръстю Йорданова и одержал победу. Всего провёл три поединка, победив во всех: поверженными оказались также хорват Хрвое Божинович и итальянец Данило Стаччоне[70].

### Привычки и увлечения
Аркан был известен как некурящий человек, не переносящий курильщиков: зачастую люди при его приближении тушили сигареты. Также он любил сладости, в том числе и мороженое. Аркан увлекался кикбоксингом и спортивной стрельбой, обучив и свою жену Цецу стрельбе.
Отец Аркана, Велько Ражнатович, был болельщиком футбольного клуба «Партизан». Сам Желько был фанатом «Црвены звезды», однако его сын Воин не поддержал фанатские пристрастия отца и стал болельщиком «Партизана».

### Документальные фильмы
- Targeted: Baby Face Psycho (Разыскивается: Псих с лицом младенца), часть 1 на YouTube
- Targeted: Baby Face Psycho (Разыскивается: Псих с лицом младенца), часть 2 на YouTube
- Targeted: Baby Face Psycho (Разыскивается: Псих с лицом младенца), часть 3 на YouTube
- Targeted: Baby Face Psycho (Разыскивается: Псих с лицом младенца), часть 4 на YouTube
- Targeted: Baby Face Psycho (Разыскивается: Псих с лицом младенца), часть 5 на YouTube